# Глюкозотолерантен тест
Глюкозотолерантен тест (още обременяване с глюкоза, натоварване с глюкоза) е вид кръвно изследване, при което се вземат кръвни проби преди и след прием на глюкоза перорално с цел установяване колко бързо тя се усвоява от организма (глюкозна толерантност). По-конкретно с теста се оценява възможността на панкреаса, при натоварване на организма с въглехидрати да отговори с адекватна секреция на инсулин, който да доведе нивата на кръвната захар обратно до нормални стойности.
Обикновено изследването се ползва за установяване на диабет, инсулинова резистентност, нарушена функция на бета клетките на панкреаса, а понякога – за реактивна хипогликемия и акромегалия или други по-редки нарушения на въглехидратния метаболизъм. Изследването е необходимо в случаи, когато стойностите на кръвната захар са гранични и не са категорично високи, така че само по изследваната захар на гладно не може да се постави диагнозата.
Разработени са различни вариации на теста за различни цели както по отношение на интервалите и броя на кръвните проби, така и по отношение на количеството и начините на прием на глюкозата, на метода на вземане на кръв, и по отношение на различните изследвани субстанции освен кръвната захар (за инсулинова резистентност – и инсулин).

## Подготовка
Пациентът се инструктира да не ограничава приема на въглехидрати в дните и седмицата преди изследването. Тестът не трябва да се прави на фона на текущо заболяване, тъй като резултатите може да не отразят стандартния глюкозен метаболизъм на пациента когато той е здрав. Стандартната доза за възрастен не бива да се прилага на лица, тежащи под 42.6 kg, тъй като може да се произведат фалшиво позитивни резултати.
Пероралният глюкозотолерантен тест се извършва само сутрин, тъй като глюкозната толерантност се характеризира с дневен ритъм, отбелязвайки значим спад следобед. Пациентът се инструктира да не приема храна 8–12 часа преди изследването (приемът на вода е разрешен) и да се яви за изследване на гладно до 9 час̀а. За изследването се взема венозна кръв.

## Процедура
Стандартната процедура е следната:
- Прави се първа кръвна проба на гладно „на нулевата минута“, т.е. преди приема на глюкозата.
- Веднага след това пациентът приема дозата глюкоза (стандартно за възрастен: 75 грама глюкоза на прах, разтворена в около 300 мл. вода, разбъркана до пълно разтваряне). Глюкозата трябва да бъде изпита в рамките на не повече от 5 минути (най-добре е наведнъж или на 2-3 последователни глътки).
- Втората кръвна проба е точно на 60-ата минута след изпиване на разтвора.
- Третата кръвна проба е точно на 120-ата минута.

Всяка от трите епруветки се етикира със съответната минута на пробата (0", 60", 120"). Изследването се прави по назначение на лекуващия лекар и по негова преценка може да продължи до 180 и/или 240 минути (3-4 часа след изпиването на глюкозата).
Обект на изследване са нивата на кръвна захар (глюкоза), а за установяване на инсулинова резистентност – и нивата на инсулин. Броят на вземанията на кръв и интервалите между тях варират в зависимост от целите на изследването. За обикновен диабетен скрининг, се взима кръв от вена и най-важната проба е тази от втория час и тогава могат да се направят само две взимания на кръв: на нулевата и на 120-ата минута. В клинични условия взимането на кръв може да се прави до 6-ия час след изпиването на глюкозата, в зависимост от лекарското предписание.

## Дозировки и вариации
По препоръка на Световната здравна организация, дозата глюкоза за изследване на възрастен човек е 75 грама. Само при деца дозата се определя в зависимост от теглото. Приемът на глюкозата трябва да се осъществи в рамките на 5 минути.

## Референтни стойности
Референтните стойности на кръвната захар при тест с разтвор от 75 грама глюкоза са следните:
- Кръвната захар на гладно (измерена преди приема на глюкозата на нулева минута) трябва да бъде под 6.1 mmol/L (110 mg/dL). Нивата на захарта на гладно между 6.1 и 7.0 mmol/L (110 и 125 mg/dL) са гранични (е индикатор за нарушена гликемия на гладно), а повтарящи се нива на гладно от и над 7.0 mmol/L (126 mg/dL) са основание за поставяне на диагноза диабет.
- За нормални стойности на кръвната захар, измерена на 60-ата минута се смятат тези под 10 mmol/L (180 mg/dL).
- За нормални стойности на кръвната захар, измерена на 120-ата минута се смятат тези под 7.8 mmol/L (140 mg/dL), докато по-високи нива са индикатор за хипергликемия. Кръвната захар между 7.8 mmol/L (140 mg/dL) и 11.1 mmol/L (200 mg/dL) е индикатор за нарушена глюкозна толерантност, а стойности над 11.1 mmol/L (200 mg/dL) на втория час потвърждават диагнозата диабет.

## Вариант на изследването за гестационен диабет
Вариант на теста за бременни жени с цел изследване за гестационен диабет допуска количество глюкоза от 50 грама, приети в рамките на 1 час. Ако резултатите от това изследване са завишени, се прави втори тест с количество от 100 грама, приети в рамките на 3 часа.
Американското дружество на акушер-гинеколозите препоръчва двустъпкова процедура с прием на първата стъпка на 50 грама глюкоза. Ако на първата стъпка нивото на кръвна захар е повече от 7.8 mmol/L (140 mg/dL), се пристъпва към втората стъпка от изследването с прием на 100 грама глюкоза. Гестационен диабет се диагностицира, ако на поне два от интервалите, нивата на кръвната захар надвишават съответно следните референтни стойности: 
- 0-ва минута (на гладно): 5.3 mmol/L (95 mg/dL)
- 60-а минута (след приема): 10 mmol/L (180 mg/dL)
- 120-а минута: 8.6 mmol/L (155 mg/dL)
- 180-а минута: 7.8 mmol/L (140 mg/dL)